# Hinckange
Hinckange est une commune française située dans le département de la Moselle et le bassin de vie de la Moselle-Est, en région Grand Est.

## Géographie
|                       | Guinkirchen           | Roupeldange    |
| Charleville-sous-Bois | Hinckange             | Boulay-Moselle |
|                       | Volmerange-lès-Boulay |                |

### Écarts et lieux-dits
- Brecklange, Pétrange

### Hydrographie
La commune est située dans le bassin versant du Rhin au sein du bassin Rhin-Meuse. Elle est drainée par la Nied, l'Ellbach et le ruisseau le Patural.
La Nied, d'une longueur totale de 96,7 km, prend sa source dans la commune de Marthille, traverse 47 communes françaises, puis poursuit son cours en Allemagne où elle se jette dans la Sarre.
L'Ellbach, d'une longueur totale de 14,3 km, prend sa source dans la commune de Obervisse et se jette  dans la Nied sur la commune en limite avec Guinkirchen, après avoir traversé sept communes.

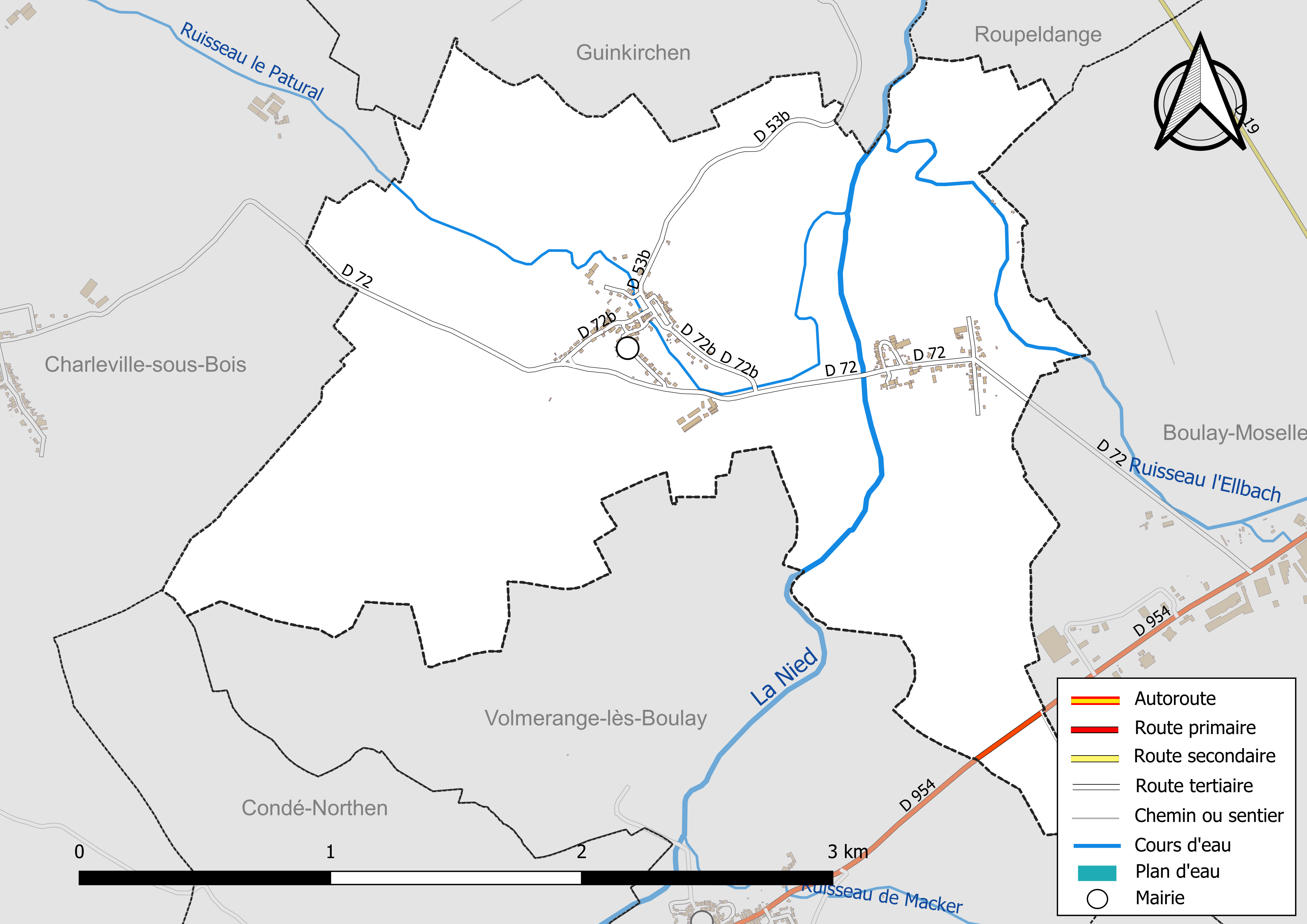
Réseaux hydrographique et routier d'Hinckange.

La qualité des eaux des principaux cours d’eau de la commune, notamment de la Nied et du ruisseau l'Ellbach, peut être consultée sur un site spécial géré par les agences de l’eau et l’Agence française pour la biodiversité.

### Climat
Pour des articles plus généraux, voir Climat du Grand Est et Climat de la Moselle.
En 2010, le climat de la commune est de type climat océanique dégradé des plaines du Centre et du Nord, selon une étude du Centre national de la recherche scientifique s'appuyant sur une série de données couvrant la période 1971-2000. En 2020, Météo-France publie une typologie des climats de la France métropolitaine dans laquelle la commune est exposée à un climat semi-continental et est dans la région climatique  Lorraine, plateau de Langres, Morvan, caractérisée par un hiver rude (1,5 °C), des vents modérés et des brouillards fréquents en automne et hiver. 
Pour la période 1971-2000, la température annuelle moyenne est de 9,8 °C, avec une amplitude thermique annuelle de 17 °C. Le cumul annuel moyen de précipitations est de 835 mm, avec 12,1 jours de précipitations en janvier et 9,4 jours en juillet. Pour la période 1991-2020, la température moyenne annuelle observée sur la station météorologique de Météo-France la plus proche, « Malancourt », sur la commune d'Amnéville à 23 km à vol d'oiseau, est de 10,2 °C et le cumul annuel moyen de précipitations est de 884,1 mm. 
La température maximale relevée sur cette station est de 39,3 °C, atteinte le 25 juillet 2019 ; la température minimale est de −17,9 °C, atteinte le 5 janvier 1985,,. 
Les paramètres climatiques de la commune ont été estimés pour le milieu du siècle (2041-2070) selon différents scénarios d'émission de gaz à effet de serre à partir des nouvelles projections climatiques de référence DRIAS-2020. Ils sont consultables sur un site spécial publié par Météo-France en novembre 2022.

## Urbanisme

### Typologie
Au 1er janvier 2024, Hinckange est catégorisée commune rurale à habitat dispersé, selon la nouvelle grille communale de densité à sept niveaux définie par l'Insee en 2022.
Elle est située hors unité urbaine. Par ailleurs la commune fait partie de l'aire d'attraction de Metz, dont elle est une commune de la couronne,. Cette aire, qui regroupe 245 communes, est catégorisée dans les aires de 200 000 à moins de 700 000 habitants,.

### Occupation des sols
L'occupation des sols de la commune, telle qu'elle ressort de la base de données européenne d’occupation biophysique des sols Corine Land Cover (CLC), est marquée par l'importance des territoires agricoles (80,9 % en 2018), une proportion sensiblement équivalente à celle de 1990 (81 %). La répartition détaillée en 2018 est la suivante : 
terres arables (44,8 %), prairies (36,1 %), forêts (14,9 %), zones urbanisées (4,1 %), zones industrielles ou commerciales et réseaux de communication (0,1 %). L'évolution de l’occupation des sols de la commune et de ses infrastructures peut être observée sur les différentes représentations cartographiques du territoire : la carte de Cassini (XVIIIe siècle), la carte d'état-major (1820-1866) et les cartes ou photos aériennes de l'IGN pour la période actuelle (1950 à aujourd'hui).

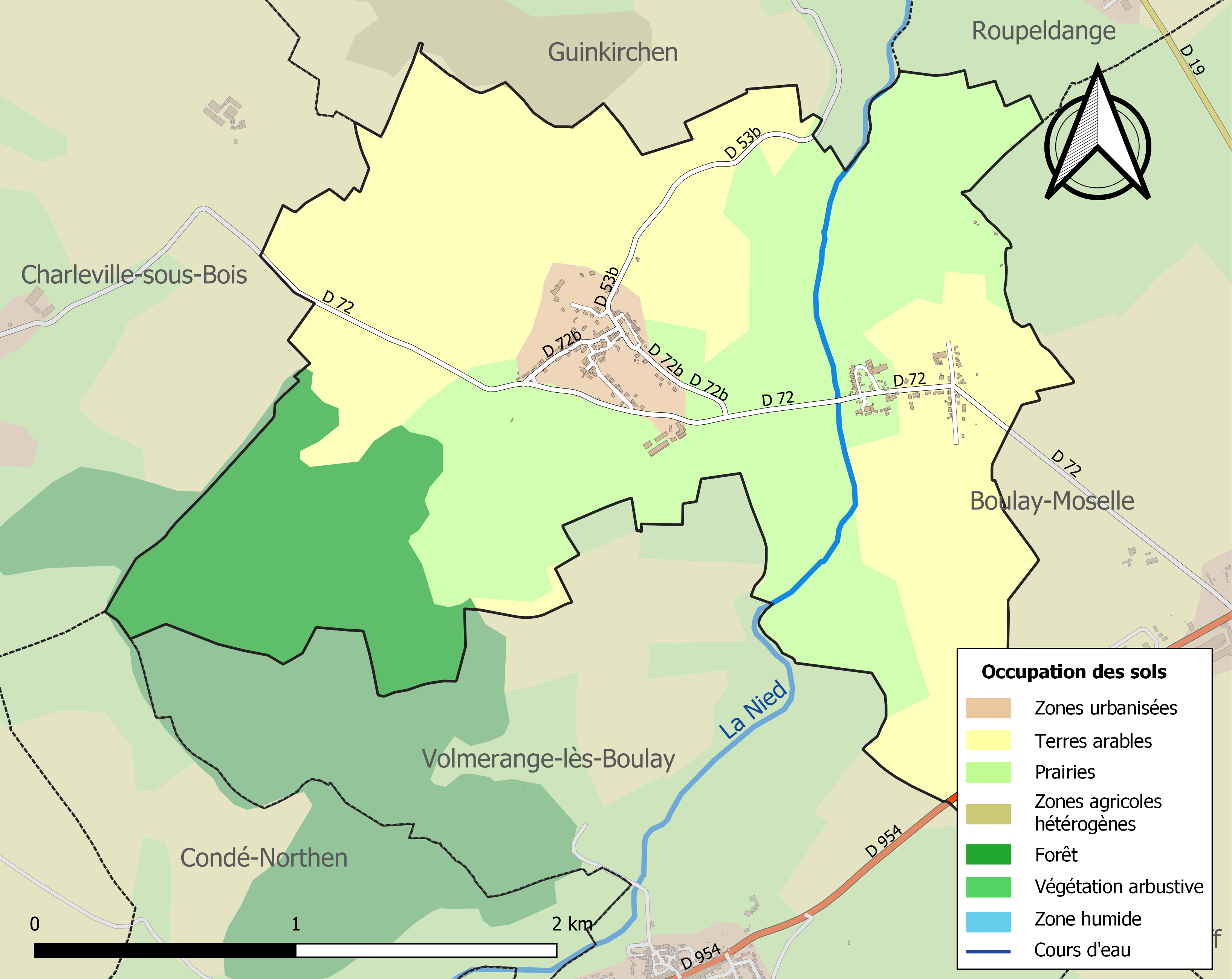
Carte des infrastructures et de l'occupation des sols de la commune en 2018 (CLC).

## Toponymie

### Hinckange
- Une signification possible serait le domaine d’un homme germanique appelé Hingo ou Henneco.
- Hinkingamvillam (787), Heinkeinga (XIIe siècle), Heinkingen et Henkingen (1225), Henkinge (1258), Hinkanges (1281), Hainkang (1295), Henguenges (1307), Henkengen et Henkingen (1544), Hemkingen (1594), Henchingen (1609), Hincquange (1627), Hinquange (1676), Hinguange (1680), Hincange (1689)[15], Hinckange (1793)[16], Heinkingen (1871-1918).
- En allemand : Heinckingen[15]. En francique lorrain : Hängking.
- Durant le XIXe siècle, Hinckange était également connu au niveau postal sous l'alias de Henckingen[17].

### Brecklange
- Brancelingen (874), Brechelingen (1137), Breskelenge (1277), Breckelanges (1331), Breichelingen et Brechlingen (1594), Brechling (1606), Bricklange (1610), Brekelange (1756)[15], Brechlingen (1871-1918).
- En allemand : Brichlingen[15]. En francique lorrain : Bréichling.
- Au XIXe siècle, Brecklange était également connu au niveau postal sous l'alias de Breichlingen[17].

### Pétrange
- Pitrenges (1287)[18], Pietrenges (1361), Petlange (1610), Petringen (1680)[15], Petringen (1871-1918).
- Durant le XIXe siècle, Pétrange était également connu au niveau postal sous l'alias de Pétringen[17].

## Histoire

### Hinckange
- Vouerie et justice dépendant du marquisat de Faulquemont en 1681. Était le siège d'une cure de l'archiprêtré de Varize, qui dépendait de l'abbaye de Saint-Avold. A fait partie des Trois-Évêchés (bailliage de Vic).
- Le château fortifié était construit en partie sur le territoire de la principauté épiscopale de Metz et en partie sur le territoire lorrain.
- Absorbe L'ancienne commune de Brecklange en 1812.

### Brecklange
Brecklange a toujours été indépendante d’Hinckange jusqu’en 1812, date de son rattachement à Hinckange par un décret impérial signé par Napoléon à Smolensk en Russie. La première citation de Brecklange date de 874 sous le nom de Brancelingen. Contrairement à Hinckange, il y avait à Brecklange un seigneur habitant son château (actuelle maison Clément). Les seigneurs de Brecklange furent d’abord les d’Ozanne puis les de Blair. Le duc de Lorraine était souverain à Brecklange, les bénédictins de Longeville y avaient les dîmes mais se plaignaient de ne pas percevoir suffisamment de revenus de ce village pour subvenir aux besoins d’entretien de la paroisse qui leur incombaient. Brecklange a toujours été une paroisse indépendante mais où faute de revenu il n’y eut souvent pas de curé.

### Pétrange
Château et Ferme sur le ban de la commune.  Siège d'une justice en 1681, Le bailliage de Boulay a cessé d'y exercer sa juridiction en 1779.

## Politique et administration
| Période                                  | Période      | Identité                | Étiquette | Qualité |
| ---------------------------------------- | ------------ | ----------------------- | --------- | ------- |
| 1971                                     | mars 1995    | Joseph Alexandre        |           |         |
| mars 1995                                | mars 2001    | Jean-Luc Zimmermann     |           |         |
| mars 2001                                | mars 2008    | Denise Bassompierre     |           |         |
| mars 2008                                | juillet 2017 | Sophie Schneider        |           |         |
| juillet 2017                             | mai 2020     | François-Xavier TROUPEL |           |         |
| mai 2020                                 | En cours     | Bernard Schoeck         |           |         |
| Les données manquantes sont à compléter. |              |                         |           |         |

## Démographie
L'évolution du nombre d'habitants est connue à travers les recensements de la population effectués dans la commune depuis 1793. Pour les communes de moins de 10 000 habitants, une enquête de recensement portant sur toute la population est réalisée tous les cinq ans, les populations de référence des années intermédiaires étant quant à elles estimées par interpolation ou extrapolation. Pour la commune, le premier recensement exhaustif entrant dans le cadre du nouveau dispositif a été réalisé en 2008.

En 2022, la commune comptait 328 habitants, en évolution de +3,8 % par rapport à 2016 (Moselle : +0,52 %, France hors Mayotte : +2,11 %).
| 1793 | 1800 | 1806 | 1821 | 1836 | 1841 | 1861 | 1866 | 1871 |
| ---- | ---- | ---- | ---- | ---- | ---- | ---- | ---- | ---- |
| 286  | 287  | 309  | 394  | 411  | 349  | 335  | 325  | 295  |

| 1875 | 1880 | 1885 | 1890 | 1895 | 1900 | 1905 | 1910 | 1921 |
| ---- | ---- | ---- | ---- | ---- | ---- | ---- | ---- | ---- |
| 252  | 287  | 259  | 270  | 239  | 216  | 202  | 220  | 205  |

| 1926 | 1931 | 1936 | 1946 | 1954 | 1962 | 1968 | 1975 | 1982 |
| ---- | ---- | ---- | ---- | ---- | ---- | ---- | ---- | ---- |
| 181  | 216  | 179  | 153  | 187  | 224  | 206  | 211  | 213  |

| 1990 | 1999 | 2006 | 2008 | 2013 | 2018 | 2022 | - | - |
| ---- | ---- | ---- | ---- | ---- | ---- | ---- | - | - |
| 281  | 286  | 291  | 293  | 305  | 335  | 328  | - | - |

## Culture locale et patrimoine

### Lieux et monuments
- Traces du château de Pétrange XIVe siècle/XVe siècle : logis rectangulaire, deux tours rondes.
- Château de Brecklange de style XVIIIe siècle.

#### Édifices religieux
- Église Sainte-Lucie construite en 1778, remaniée 1863 : mobilier XVIIIe siècle, statues XVIIIe siècle, fresques restaurées ; orgues XVIIIe siècle à trois tourelles de l'abbaye de Gorze.
- Chapelle Saint-Laurent de Brecklange construite en 1746.
- Chapelle du choléra avec calvaire 1830[22].
- Oratoire statue à la Vierge.

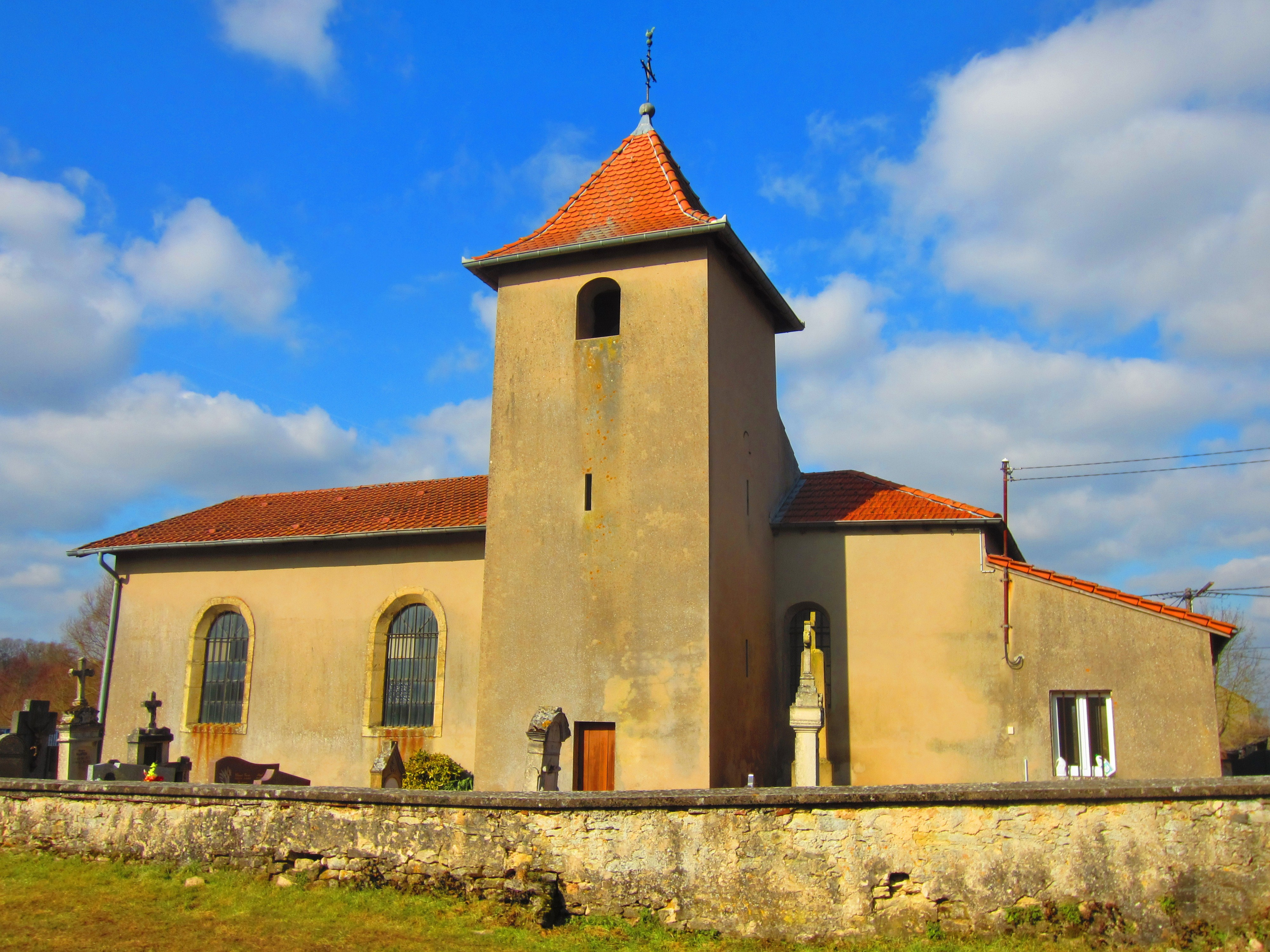
Chapelle Saint-Laurent de Brecklange.
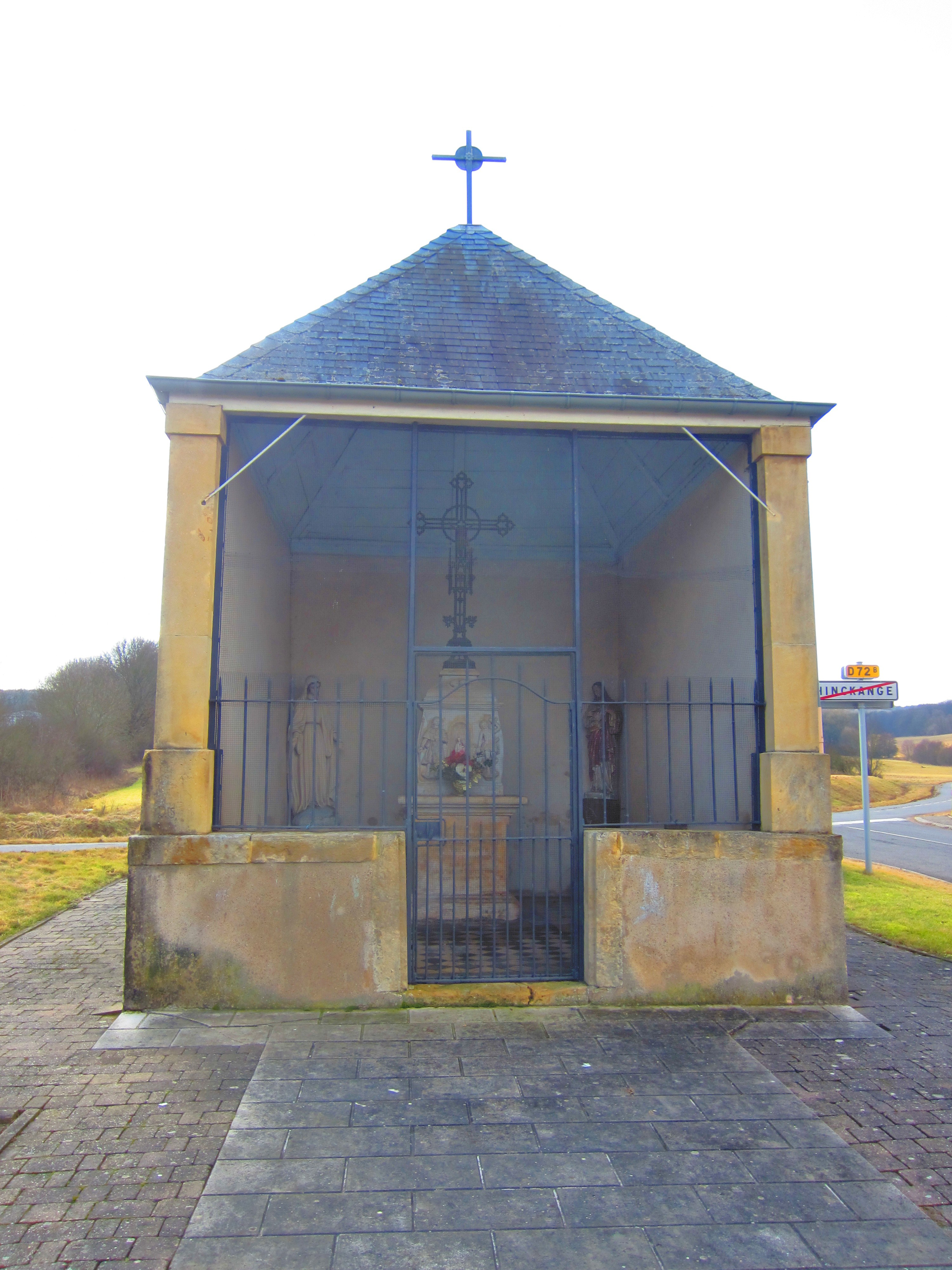
Chapelle du Choléra.
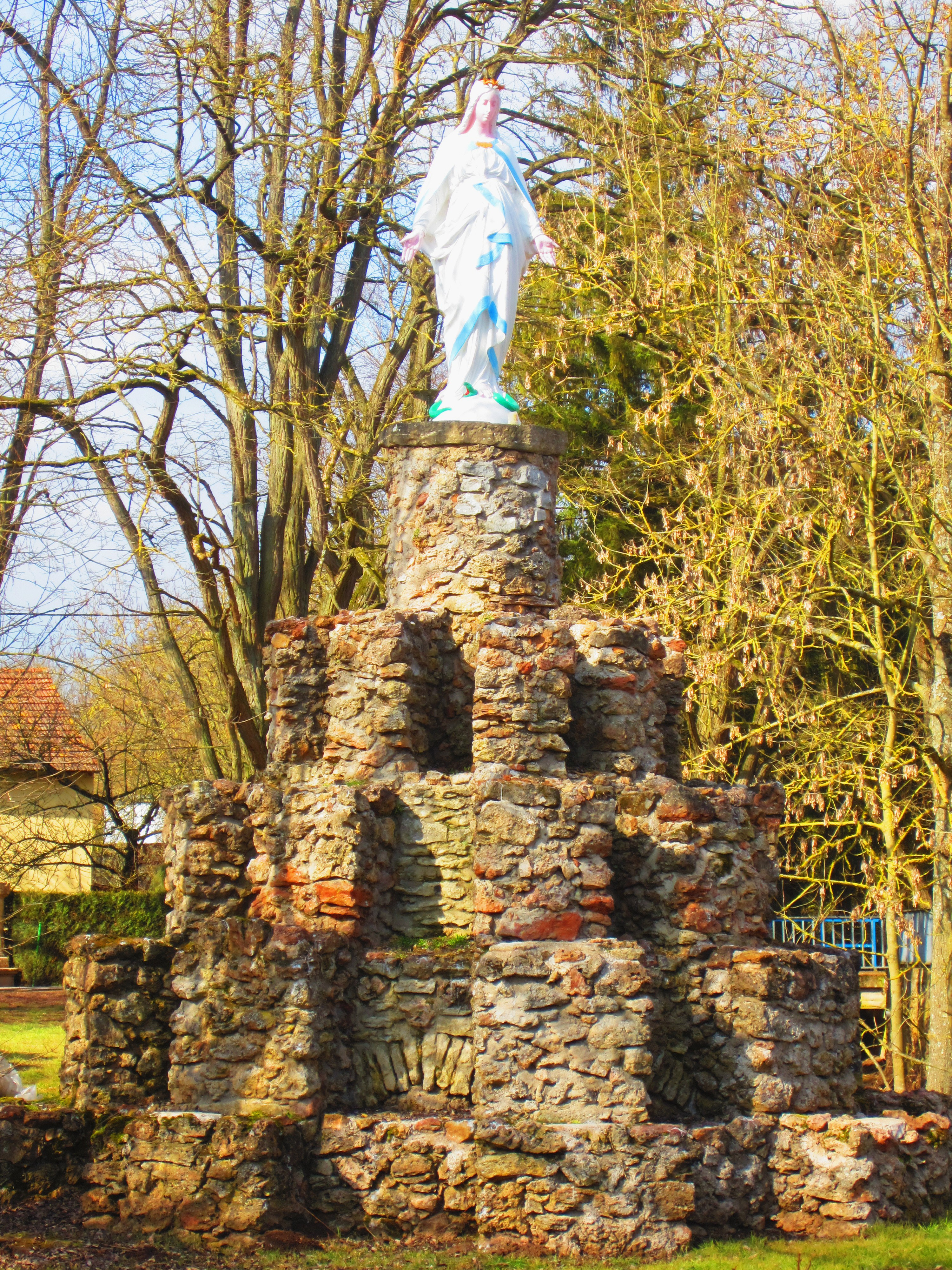
Statue à la Vierge.

### Personnalités liées à la commune
- Pierre-Louis Pierson, photographe est né à Hinckange en 1822. Il fut le photographe attitré de la comtesse de Castiglione.

### Héraldique
| Blason de Hinckange | Blason  | Parti: au 1er d'azur à la crosse d'or chargée en abîme d'un livre ouvert d'argent, au 2e de sable à la fasce d'or, accompagnée de trois besants du même. |
| Blason de Hinckange | Détails | Le statut officiel du blason reste à déterminer. |